# Laszenlu
Laszenlu (pers. ‏لشنلو‎) – wieś w Iranie, w ostanie Azerbejdżan Zachodni. W 2006 roku  liczyła 132 mieszkańców w 40 rodzinach.